# Az Amerikai Egyesült Államok alkotmánya

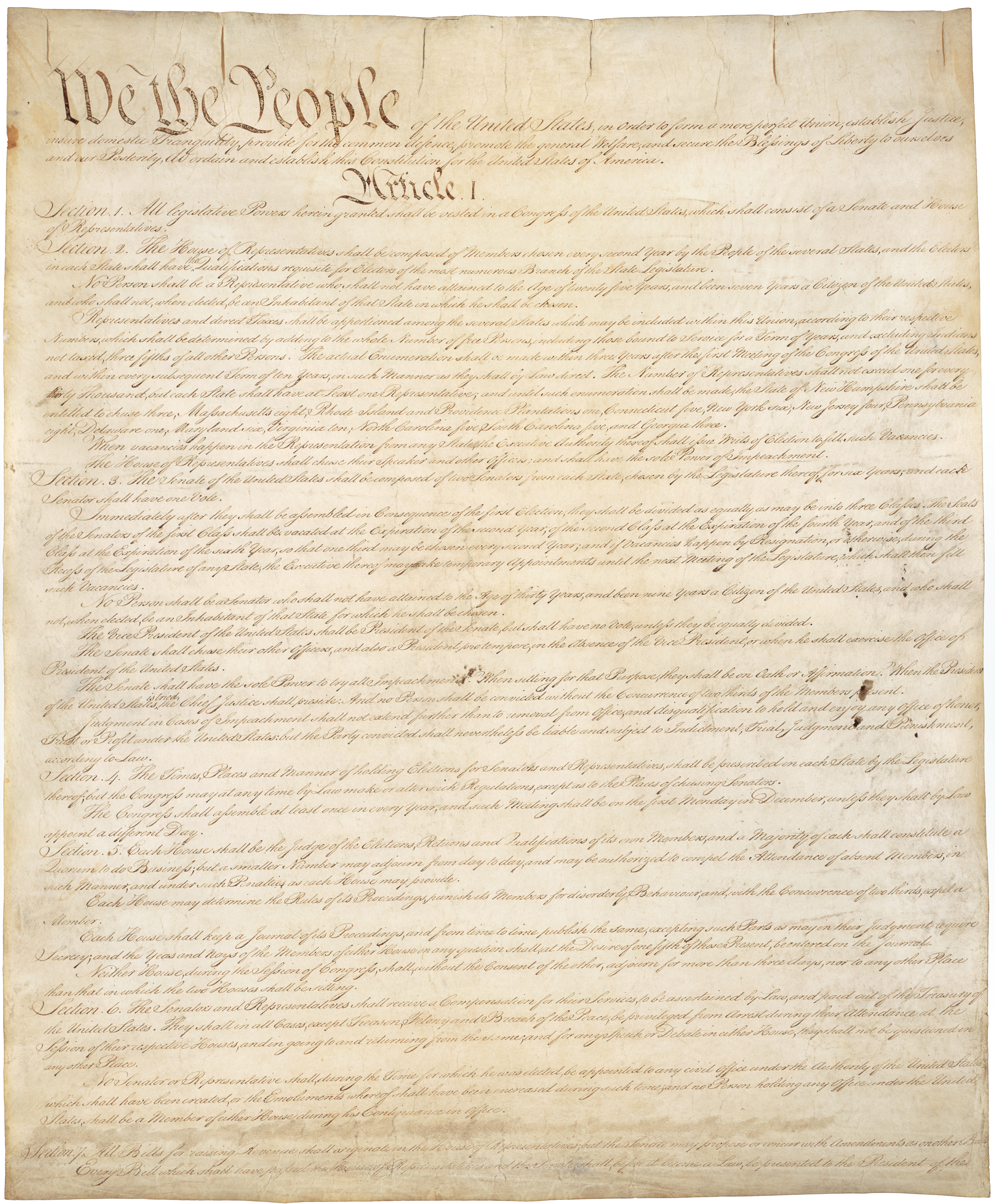
Az alkotmány eredeti kéziratának első oldala

Az Amerikai Egyesült Államok alkotmánya (angolul: Constitution of the United States of America) az ország jogrendjének legfőbb jogforrása. Az alkotmányba foglaltak adnak alapot az Egyesült Államok szövetségi kormányzatának működéséhez, meghatározzák a kormányzat, az egyes tagállamok és a polgárok viszonyát. Szövegét a pennsylvaniai Philadelphiában fogadták el 1787. szeptember 17-én, ratifikációjára az elkövetkező években minden államban sor került. Összesen huszonhét alkalommal módosították; az első tíz alkotmánymódosítás Bill of Rights néven ismert. Felépítését tekintve áll preambulumból, hét cikkelyből és az előbb említett huszonhét alkotmánymódosításból.
Ez a dokumentum a történelem legrégebbi alkotmánya, amely még ma is hatályban van (ha nem számoljuk Massachusetts (tag)állami alkotmányát, amelyet 1780-ban fogadtak el és ma is hatályban van).

## Történeti összefoglaló
Az alkotmány a Konföderációs cikkelyek helyébe lépett, azokat jelentősen továbbfejlesztette. A cikkelyek fő hibáját az alkotmány kijavította, ti. hogy az Amerikai Egyesült Államok Kongresszusának kezében nem volt megfelelő hatalom a törvények betartatására. 1787. február 17-ére a Kongresszus gyűlést hívott össze, ami csúszott, de végül 12 állam részvételével májusban a Kongresszus összeült, hogy a Cikkelyeken változtasson. A végső megoldás a dokumentum újraírása lett. Ez a dokumentum már ténylegesen az alkotmány volt. 1787. szeptember 17-én a dokumentum elkészült, és miután 1788. június 21-én az életbe léptetéshez szükséges többséghez tizenhárom államból kilencedikként New Hampshire is aláírta, 1789. március 4-én hatályba lépett.

### Szövegezés, ratifikációs kívánalmak
1786 szeptemberében 5 állam küldöttei találkoztak az Annapolisi konvenció keretében, hogy a kereskedelmi feltételeket javítandó javaslatokat fogalmazzanak meg a Konföderációs Cikkelyek felülvizsgálatáról. Ezután az államok képviselőit Philadelphiába hívták meg, hogy megvitassák, hogyan lehetne javítani a szövetségi kormányzat működésén. A vita után 1787. február 21-én a Konföderációs Kongresszus magáévá tette a tervet a Cikkelyek revíziójáról. E meghívást a májusi újabb konvencióra tizenkét állam fogadta el, az egyetlen kivétel Rhode Island volt. A határozat szerint, amely a Konvenciót összehívta, a cél a cikkelyek módosítását célzó javaslatok megfogalmazása volt, a küldöttek azonban úgy döntöttek, hogy új Alkotmány szövegjavaslatát dolgozzák ki. A philadelphiai konvenció arról döntött, hogy alapvetően új kormányzati modellt dolgoz ki, amelyet a 13-ból elég kilenc államnak jóváhagynia ahhoz, hogy jogerőre emelkedjen (a részt vevő államok számára).

### A philadelphiai konvenció
A konvenció nem hivatalos napirendje a főleg James Madison által megfogalmazott Virginia-terv volt. Ez főképp a nagyobb államok érdekeire helyezte a hangsúlyt és többek közt a következőket javasolta:
- Erős kétkamarás törvényhozás, Képviselőházzal és Szenátussal.
- A törvényhozás által választott végrehajtó elnök.
- Bírói testület életre szóló mandátummal, gyenge hatalommal.
- A nemzeti törvényhozás vétójoggal rendelkezne az államok szintjén meghozott törvényekkel szemben.

A kisebb államok ehelyett a New Jersey-tervet támogatták, amely az államoknak egyenlő jogokat adott volna.
A kompromisszum kovácsa Roger Sherman volt. Ő azt javasolta, hogy a képviselőházat népességarányosan válasszák, a Szenátusban azonban az államok egyenlő képviseletet kapjanak, és a törvényhozás helyett elektorok válasszanak egy erős elnököt. A rabszolgák helyzetét nem tárgyalta a javaslat, de a népességbe a rabszolgák 3/5-ét is beleszámították, ugyanakkor a szökött rabszolgákat vissza kellett küldeni a szökés helyére.

### A ratifikáció
Bár a 16. cikkely nem ezt az eljárást írta elő, a kongresszus elküldte a javaslatot az államoknak és meghatározta a képviseleti elveket.
1787. szeptember 7-én az Alkotmányt befejezték Philadelphiában. A záróbeszédet Benjamin Franklin tartotta. Egyhangú jóváhagyást kért, holott már eldöntötték, hogy az Alkotmány életbelépéséhez elég lesz kilenc állam támogatása.
Miután több államban heves vitákat váltott ki a javaslat, az 1788. június 21-i New Hampshire-i jóváhagyással elérték a kilences határt. Amint erről értesült, a Kongresszus megkezdte az előkészületeket az Alkotmány bevezetésére és 1789. március 4-én megkezdte a munkáját az első kormány, amely az Alkotmány alapján működött.

### Történelmi hatások
Az Alkotmány lefektette gondolatok közül sok már nagyon régi és közismert volt. Sok az amerikai republikanizmus irodalmából származott, illetve a 13 állam tapasztalataiból, továbbá a vegyes kormányzat brit tapasztalataiból. A legfontosabb európai hatás Montesquieu-é volt, aki arról írt, hogy a zsarnokság kialakulását csak egymást ellenőrző erők egyensúlya tudja megelőzni. (Az ő gondolatai pedig a Kr. e. 2. századi Polübiosz hatását tükrözi, aki a Római Köztársaság ellensúlyokra épülő alkotmányáról értekezett.) Az alkotmány
John Locke hatását is tükrözi. A törvényes eljáráshoz való jog az alkotmányban az 1215-ös Magna Charta közjogi hagyományát követi.
| Az Alkotmány ratifikálása államonként | Az Alkotmány ratifikálása államonként | Az Alkotmány ratifikálása államonként | Az Alkotmány ratifikálása államonként | Az Alkotmány ratifikálása államonként |
|                                       | Dátum                                 | Állam                                 | Szavazatok                            | Szavazatok                            |
| Igen                                  | Dátum                                 | Állam                                 | Nem                                   |                                       |
| ------------------------------------- | ------------------------------------- | ------------------------------------- | ------------------------------------- | ------------------------------------- |
| 1                                     | 1787. december 7.                     | Delaware                              | 30                                    | 0                                     |
| 2                                     | 1787. december 12.                    | Pennsylvania                          | 46                                    | 23                                    |
| 3                                     | 1787. december 18.                    | New Jersey                            | 38                                    | 0                                     |
| 4                                     | 1788. január 2.                       | Georgia                               | 26                                    | 0                                     |
| 5                                     | 1788. január 9.                       | Connecticut                           | 128                                   | 40                                    |
| 6                                     | 1788. február 6.                      | Massachusetts                         | 187                                   | 168                                   |
| 7                                     | 1788. április 28.                     | Maryland                              | 63                                    | 11                                    |
| 8                                     | 1788. május 23.                       | Dél-Karolina                          | 149                                   | 73                                    |
| 9                                     | 1788. június 21.                      | New Hampshire                         | 57                                    | 47                                    |
| 10                                    | 1788. június 25.                      | Virginia                              | 89                                    | 79                                    |
| 11                                    | 1788. július 26.                      | New York                              | 30                                    | 27                                    |
| 12                                    | 1789. november 21.                    | Észak-Karolina                        | 194                                   | 77                                    |
| 13                                    | 1790. május 29.                       | Rhode Island                          | 34                                    | 32                                    |

## Az Alkotmány cikkelyei
- A preambulum, ami leírja az alkotmány öt célját (Preamble):
  - Az államok közti jobb összhang megteremtése
  - Igazság és béke biztosítása
  - Támadások elleni védekezés
  - A nép jóllétének előtérbe helyezését
  - A szabadság biztosítása

Az alkotmány hét főcikkelyből áll:
- 1. A törvényhozói hatalom: (Legislative Branch)
  - A kongresszus, ami a szenátusból és a képviselőházból áll.
  - Választások módja
  - Szenátori és képviselői tisztség betöltésére irányuló előfeltételek
  - A törvényhozói hatalom jogai
- 2. A végrehajtói hatalom (Executive Branch)
  - Az elnökség: Tisztség betöltésének feltételei, elnöki eskü, jogkör.
  - Az alelnök: A szenátus feje
- 3. Bírósági hatalom (Judicial Branch)
  - Legfelső bíróság (Supreme Court) [magában foglalta a Legfelsőbb Bíróságot és az Alkotmánybíróságot]
  - Tárgyalás esküdtszék jelenlétében minden bűnügyi perben
  - A hitszegés büntetése
- 4. Államok hatalma
  - Az államok és a kormány közti viszony leírása: Miben van az államoknak saját hatásköre, és miben dönthet csak a kongresszus.
  - Az államok közti szabad költözés joga
- 5. Változtatás az alkotmányon
  - Leírja, hogy milyen módon és hogyan lehet változtatást javasolni az alkotmányban.
- 6. Az Egyesült Államok törvényei
  - Minden köztisztviselőnek és bírónak esküt kell tennie az alkotmányra
- 7. Aláírások
  - Eredetileg a 13-ból csak 9 államnak kellett aláírnia, hogy törvénybe lépjen. 1790 májusában a tizenharmadik állam, Rhode Island is aláírta.

### ABill of Rights
Az első tíz alkotmánymódosítás összessége. Benne megfogalmazott alapvető hat alapjog: szabad szólás vagy sajtószabadság, gyülekezés- és vallásszabadság, szabad fegyvertartás, a vagyon biztonságának joga, az ártatlanság vélelme és a független bíróság előtti megjelenés joga.

## Fordítás
- Ez a szócikk részben vagy egészben  az   United States Constitution című angol Wikipédia-szócikk ezen változatának fordításán alapul.  Az eredeti cikk szerkesztőit annak laptörténete sorolja fel. Ez a jelzés csupán a megfogalmazás eredetét és a szerzői jogokat jelzi, nem szolgál a cikkben szereplő információk forrásmegjelöléseként.